# Marcus Lindberg
Jan Marcus Lindberg (ur. 31 sierpnia 1980 w Kågeröd) – szwedzki piłkarz grający na pozycji środkowego obrońcy. Karierę zakończył 1 grudnia 2012, a ostatni mecz rozegrał równo 2 miesiące wcześniej.